# 約翰·福克納
約翰·福克納（John Faulkner，1954年4月12日—）是一位澳洲政治人物，他的黨籍是澳洲工黨。在1989年至2015年，他是代表新南威爾斯州的澳大利亞參議院議員之一。他曾經擔任澳洲國防部長。 